# 홍순엽
홍순엽(1910년 11월 6일 ~ 1992년 7월 13일)은 경성법학전문학교를 졸업하고 1936년 9월 조선변호사시험에 합격한 이후 미국 남부 메소지스트 대학원을 졸업하고 1938년 11월부터 1961년 8월까지 변호사를 하면서 제일변호사회 법사위원장, 1959년 서울변호사협회 상임위원장, 1965년 7월 법원 소청심사위원회 위원을 지내다가 비상조치법 제18조 제2항에 의하여  국가재건최고회의 제청으로 박정희 의장에 의하여 1961년 8월 30일자로 대법원 판사에 임명된 법조인이다. 1964년 3월과 1973년 4월에 각각 유임되어 1976년 11월 6일까지 대법원 판사를 지내며 정년퇴직하였다. 1973년에는 세계법관연맹 이사에 선출되었으며 1968년 조진만 대법원장이 정년퇴직한 이후 대법원 판사로서 2번째 정년퇴직하였다. 11월 6일 대법원 회의실에서 열린 정년 퇴임식에서 "가을바람에 뒹구는 낙엽처럼 허전한 심정"이라는 퇴임소감을 밝히면서 "대법원판사는 힘든 직업이예요 법률적으로 어려운 문제를 풀 때는 살을 깎는 듯한 괴로움을 견뎌야 한다"며 "법 앞에 만인평등 정신이 중요하다"는 인터뷰를 하면서 판사 생활을 되돌아 볼 때 "궤도를 크게 이탈한 재판은 안했다"고 했다. 대법원 판사에서 물러나더라도 "말이 뛰어 결승점에 골인했다고 당장 멈출 수는 없듯이 퇴직 후에도 처음처럼 변호사로 돌아가 억울한 사람을 돕는 일에 앞장서겠다"고 했다.